# Куэва-де-Менга

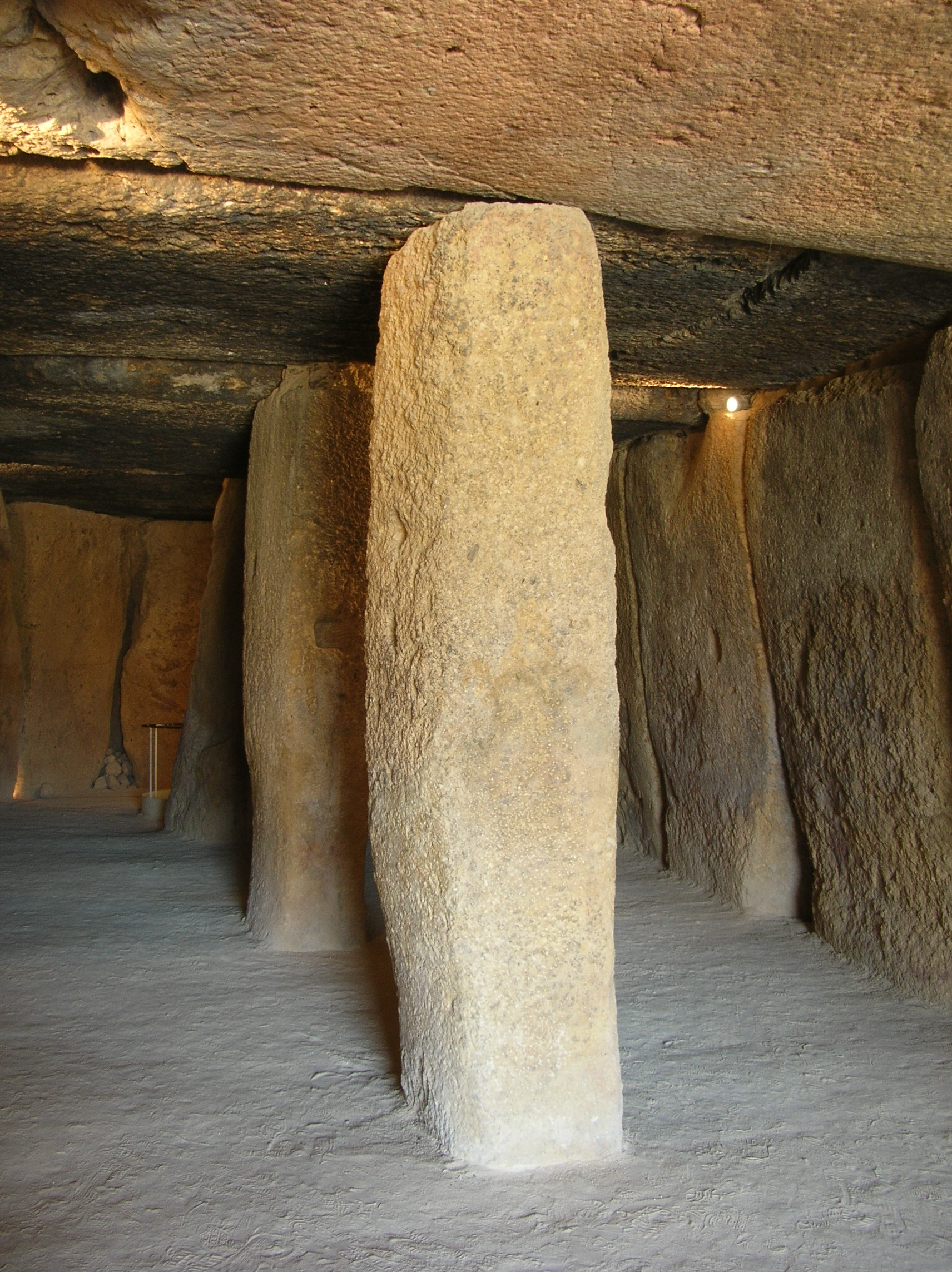
Внутренний вид погребальной камеры

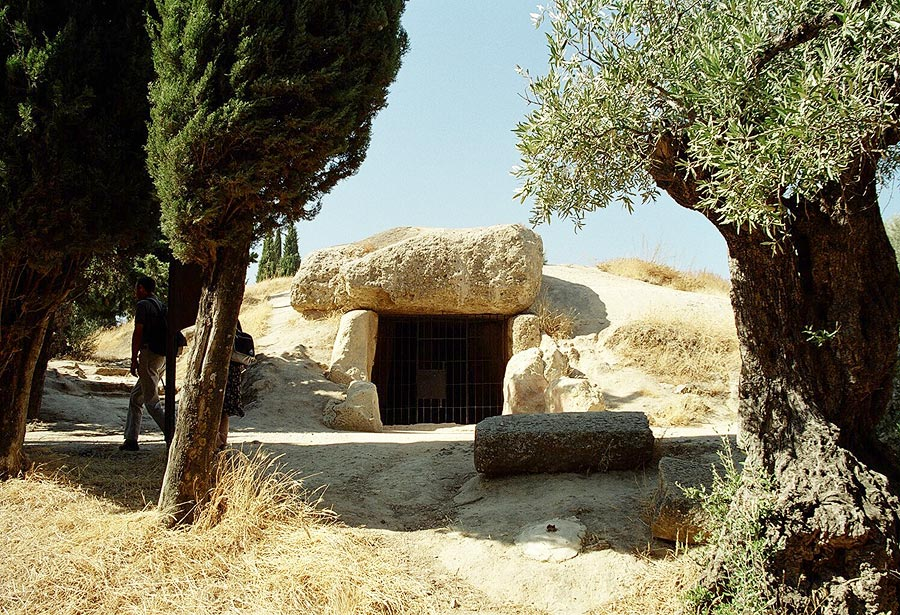
Вход в дольмен Менга

Куэва-де-Менга, исп. Cueva de Menga, или дольмен Менга — крупнейший в Европе дольмен — погребальный мегалитический курган (тумулус), самое крупное в Европе мегалитическое сооружение. Датируется первой половиной IV тысячелетия до новой эры (неолит). Находится в окрестностях города Антекера, Испания.
Глубина дольмена — 25 метров, ширина — 5 метров, высота — 4 метра. 
Он состоит из 32 каменных блоков, крупнейший из которых весит около 180 тонн. После завершения строительства погребальной камеры, где, вероятно, хоронили членов правящей династии, а также коридора, ведущего в центр дольмена, каменное сооружение было покрыто землёй и образовало холм, который виден сегодня. Когда дольмен открыли и начали исследовать в XIX веке, археологи обнаружили внутри скелеты нескольких сот людей. 
Устройство гробницы довольно сложное: она состоит из собственно погребальных камер и большого открытого коридора. В день летнего солнцестояния наблюдатель, находящийся на террасе дольмена, видит, как Солнце восходит из-за самой высокой горы в окрестностях.
Для изучения камней дольмена ученые использовали методы петрографического и стратиграфического анализа. Выяснилось, что в основном камни дольмена — это калькарениты, они были взяты в расположенном выше по горному склону, на расстоянии в один километр, карьере Серро-де-ла-Крус.
Учитывая конструкцию пандусов для перемещения камней, а также размер, количество (более 30) и хрупкость использованных камней, строительство дольмена Менги, как отмечают авторы работы 2023 г., представляет собой уникальное достижение, отражающее состояние мегалитической инженерии в доисторической Иберии и, возможно, в Европе.